# Association for Women in Mathematics
Die Association for Women in Mathematics (AWM) ist eine US-amerikanische Non-Profit-Organisation, die der Förderung von Frauen in der Mathematik gewidmet ist.
Sie wurde 1971 durch Mary W. Gray und andere gegründet.
Mitglieder sind auch Männer (im Jahre 1999 waren von 4500 Mitgliedern rund sieben Prozent männlich). Zurzeit (2018) haben sie 5200 Mitglieder, darunter 250 institutionelle Mitglieder. Alle zwei Monate erscheint ein Newsletter und seit 2022 wird die Fachzeitschrift La Matematica herausgegeben. Ihr Hauptquartier steht in Fairfax, Virginia.
Sie organisieren die gemeinsam mit der American Mathematical Society verliehenen auf ihren Joint Meetings gehaltenen Noether Lectures und gemeinsam mit der Mathematical Association of America die Falconer Lecture (auch für Mathematikdidaktik), sowie gemeinsam mit SIAM die Kovalevsky Lecture für angewandte und numerische Mathematik. Sie vergeben noch eine Reihe weiterer Preise, zum Beispiel den AWM-Sadosky-Forschungspreis in Analysis, den AWM-Microsoft-Forschungspreis für Algebra und Zahlentheorie, Preise für Studenten oder in Mathematikpädagogik (Louise Hay Award).

## Präsidenten
- Mary W. Gray, 1971–1973
- Alice T. Schafer, 1973–1975
- Lenore Blum, 1975–1979
- Judith Roitman, 1979–1981
- Bhama Srinivasan, 1981–1983
- Linda P. Rothschild, 1983–1985
- Linda Keen, 1985–1987
- Rhonda J. Hughes, 1987–1989
- Jill P. Mesirov, 1989–1991
- Carol Wood, 1991–1993
- Cora Sadosky, 1993–1995
- Chuu-Lian Terng, 1995–1997
- Sylvia M. Wiegand, 1997–1999
- Jean E. Taylor, 1999–2001
- Suzanne Lenhart, 2001–2003
- Carolyn Gordon, 2003–2005
- Barbara Keyfitz, 2005–2007
- Cathy Kessel, 2007–2009
- Georgia Benkart, 2009–2011
- Jill Pipher, 2011–2013
- Ruth Charney, 2013–2015
- Kristin Lauter, 2015–2017
- Ami Radunskaya, 2017–2019
- Ruth Haas, 2019–2021
- Kathryn Leonard, 2021–2023
- Talitha Washington, 2023-